# Delphinium bicolor
Pour les articles homonymes, voir Delphinium et Bicolor.
Espèce
Delphinium bicolor est une espèce de plantes de la famille des Renonculacées.